# Сікора руда
Сіко́ра руда (Sylviorthorhynchus yanacensis) — вид горобцеподібних птахів родини горнерових (Furnariidae). Мешкає в Андах. Раніше цей вид відносили до роду Сікора (Leptasthenura), однак, за результатами низки молекулярно-філогенетичних досліджень, руда сікора була переведена до роду Тієрал (Sylviorthorhynchus).

## Поширення й екологія

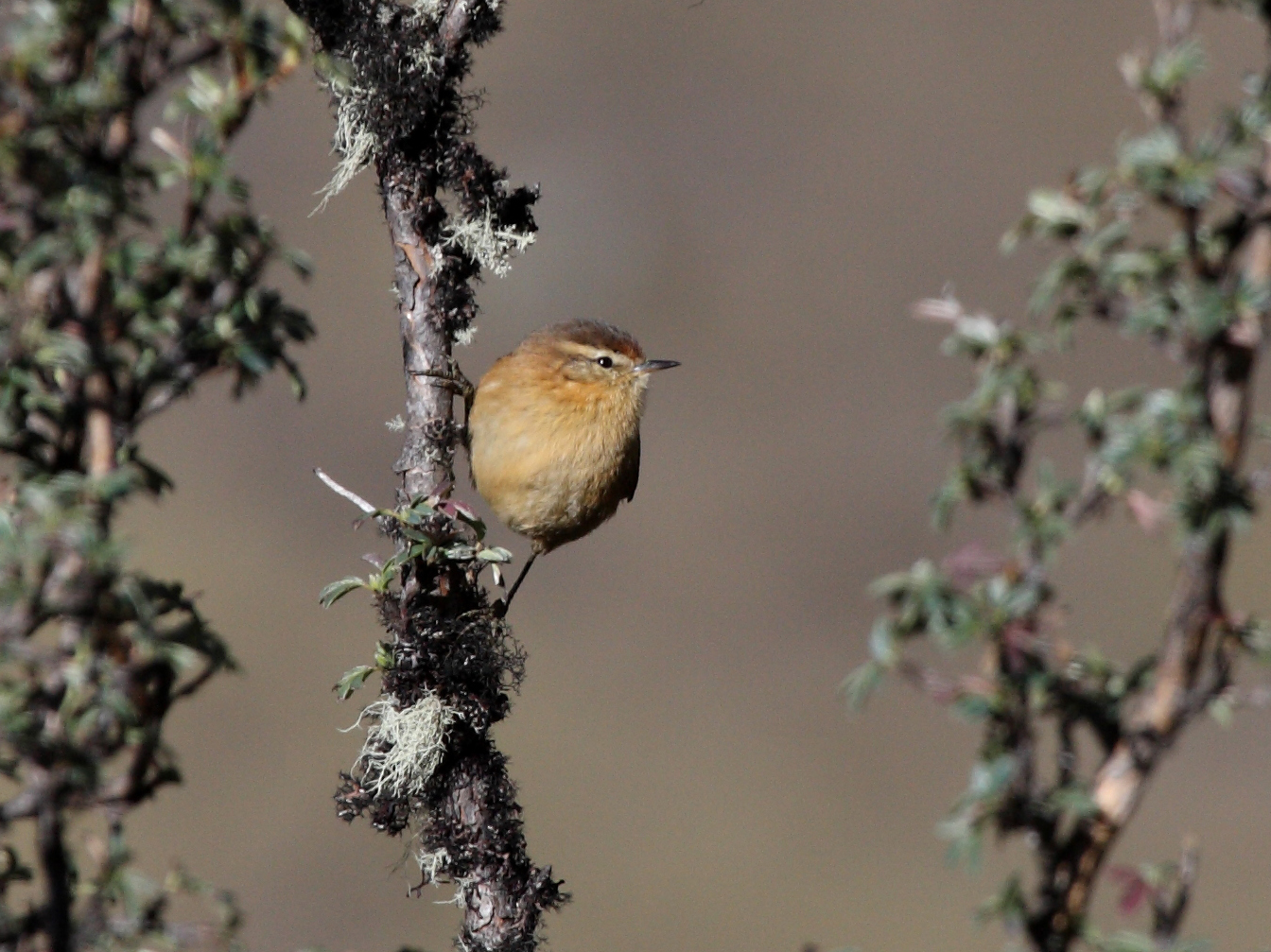
Руда сікора

Руді сікори мешкають на східних схилах Анд в Перу (Куско, Пуно, також локально в горах Кордильєра-Бланка в регіоні Анкаш), Болівії і північно-західній Аргентині (Жужуй, Сальта). На півночі ареалу вони живуть виключно в гірських тропічних лісах Polylepis, причому уникають узлісь, особливо під час сезону розмноження, а на півдні ареалу вони також живуть у високогірних чагарникових заростях та на стрімких гірських схилах, місцями порослих чагарниками. Зустрічаються на висоті від 2900 до 4600 м над рівнем моря, місцями на висоті до 5200 м над рівнем моря. Не мігрують в долини, навіть під час снігопадів в горах. Живляться комахами та іншими безхребетними. 

## Збереження
МСОП класифікує стан збереження цього виду як близький до загрозливого. Рудим сікорам загрожує знищення природного середовища.